# نهال بوشوشة
نهال بوشوشة مولودة بإسم نهال الأندلسي (في 1 جويلية 1995) هي لاعبة جودو تونسي مخص في وزن أقل من 70كغ. بطل إفريقيا الحالي وللمرة الثانية على التوالي، كما أنه صعد على منصة التتويج في بطولة العالم للجودو 2013 في ريو دي جانيرو بعد فوزه بالميدالية البرونزية.

## وصلات خارجية
- نهال بوشوشة على موقع الفيدرالية الدولية للجودو (الإنجليزية)
- نهال بوشوشة على موقع JudoInside.com (الإنجليزية)
- نهال بوشوشة على موقع AllJudo.net (الفرنسية)
- نهال بوشوشة على موقع اللجنة الأولمبية الدولية (الإنجليزية)
- نهال بوشوشة على موقع أوليمبيديا (الإنجليزية)
- هاشم السلامي في JudoInside